# La Révolte des gladiatrices
Ne doit pas être confondu avec La Révolte des gladiateurs.
Pour plus de détails, voir Fiche technique et Distribution.
La Révolte des gladiatrices (en italien : La rivolta delle gladiatrici, en anglais : The Arena) est un film d'aventure italo-américain de Steve Carver et Joe D'Amato, sorti en 1974. Ayant pour actrices principales Margaret Markov et Pam Grier, qui incarnent des gladiatrices, le film, tourné à Rome en 1973,, mélange péplum et blaxploitation.

## Synopsis
Dans la Rome antique, un groupe de femmes sont vendues comme esclaves à un romain, Timarchus, qui organise des spectacles dans l'amphithéâtre de la ville de Brundusium, en Italie. Il décide de les faire combattre dans l'arène. Les novices gladiatrices, comprenant vite qu'elles sont destinées à mourir, tentent de s'évader.

## Fiche technique
Sauf indication contraire, les informations mentionnées dans cette section peuvent être confirmées par la base de données cinématographiques IMDb,  présente dans la section « Liens externes ».
- Titre français : La Révolte des gladiatrices ou La Révolte des vierges[3]
- Titre original anglais : The Arena ou Naked Warriors
- Titre original italien : La rivolta delle gladiatrici
- Réalisation : Steve Carver, Joe D'Amato
- Scénario : John William Corrington & Joyce Hooper Corrington
- Directeur de la photographie : Joe D'Amato
- Effets spéciaux : Sergio Chiusi
- Compositeur : Francesco De Masi
- Producteur : Mark Damon
- Société de production : Rover Film
- Société de distribution : New World Pictures
- Pays de production :  États-Unis -  Italie
- Langue originale : anglais
- Genre : aventure
- Format : Mono - Technicolor - 2,35:1 - 35 mm
- Métrage : 2 470 mètres
- Durée : 83 minutes (États-Unis)
- Date de sortie :
  - États-Unis : 13 mars 1974 (San Francisco, Californie)
  - Italie : 27 décembre 1974
  - France : 25 février 1976[3]

## Distribution
- Margaret Markov : Bodicia
- Pam Grier : Mamawi
- Lucretia Love : Deidre
- Paul Muller : Lucilius
- Daniele Vargas : Timarchus
- Marie Louise Sinclair : Livia
- Maria Pia Conte : Lucinia
- Rosalba Neri : Cornelia
- Vassili Karis : Marcus
- Silvio Laurenzi : Priscium
- Mimmo Palmara : Rufinius
- Antonio Casale : Lucan
- Franco Garofalo :	Aemilius
- Pietro Ceccarelli : Septimus
- Jho Jhenkins : Quintus
- Ivan Gasper : Wulfstan
- Pietro Torrisi : un gladiateur
- Salvatore Baccaro
- Anna Melita : une gladiatrice